# リアルネットワークス
リアルネットワークス (RealNetworks　LLC) は、インターネットメディアデリバリーソフトウェアおよびサービスの提供企業。本社はアメリカ合衆国シアトル。日本法人は東京都渋谷区にあるリアルネットワークス株式会社。
音楽圧縮フォーマット RealAudio およびビデオ圧縮フォーマット RealVideo やメディアプレーヤー RealPlayer でよく知られている。国外ではオンライン・エンタテインメント・サービスのGameHouseを運営している。携帯電話事業会社向けのリングバックトーンやメッセージングサービス用のサービスも展開している。現在は機械学習技術を用いた顔認証、スパム排除AIソフトSAFRの分野に注力している。

## 歴史
リアルネットワークス（Progressive Networksが最初の社名）は、1995年にマイクロソフトの元重役ロブ・グレイザーが創業した。当初は 革新的かつ政治的コンテンツの配給経路を提供することを目的としていた。その後すぐに技術ベンチャーとなり、インターネットでの音楽配信促進を目的とするようになる。1996年10月には、ネットスケープコミュニケーションズと共にRTSP（Real Time Streaming Protocol）標準化イニシアチブを結成している。1997年9月、Progressive Networks は リアルネットワークス（RealNetworks）に改称、同年11月にはNASDAQに株式上場した。
ストリーミング史上では先駆者であり、インターネット上で1995年のヤンキース対マリナーズの野球中継など初期の音声イベント配信などを手がけた。1997年、初のストリーミングビデオ技術 RealVideo を市場に出した。いくつかの記録によると、2000年までインターネットの85%以上のストリーミング・コンテンツはリアルネットワークスのフォーマットだった。
2012年1月26日、インテルはリアルネットワークスの保有するストリーミング・メディア関連特許とビデオ・コーデックを買収することを発表した。買収は約190の特許と170の特許出願、ビデオコーデック・ソフトウェアが対象となり、買収金額は1億2,000万ドル。インテルはライバルであるAMDにストリーミング・メディア技術において大きく引き離されており、本買収によりAMDとの技術的な差を埋めることを目指すとしている。

### RealNetworks 対 StreamBox
2000年1月20日、RealAudioのファイル (.rm) を他のフォーマットに変換する製品を開発した Streambox, Inc. に販売差し止めを求める訴訟を起こした。

### RealDVD
2008年9月30日、新製品 RealDVD を発売。このソフトウェアは販売されているDVD動画の複製を保存可能なものだった。個人が所有していないDVDでも動画を複製できるため、デジタルミレニアム著作権法に違反しており、リアルネットワークスの加入していた DVD CCA の規約にも反していることにリアルネットワークスは発売後に気づいた。裁判所により、当該製品の販売差し止めが命じられた。

### Real Alternative
Real Alternativeは RealPlayer をインストールせずに RealMedia の再生を可能にするソフトウェア（フリーウェア）だが、すでに開発は終了している。最終バージョン 2.02 は2010年2月19日にリリースされた。それには Media Player Classic が含まれている。
2010年初め、26歳のオランダ人ウェブ管理者 Hilbrand Edskes が Real Alternative に自身のウェブサイト www.codecpack.nl へのハイパーリンクを挿入したとして、リアルネットワークスが彼を訴えた。リアルネットワークスは、その Real Alternative がリバースエンジニアリングされたパッケージだと申し立てている。一方、Download.comとFileHippoはそのソフトウェア製品をホスティングし続けているが、問題にされていない。
2011年11月、リアルネットワークスによる Edskes に対する訴えは却下され、リアルネットワークスは彼に48,000ユーロの賠償金を支払うよう命じられた。この事件と裁判の詳細は公表されている。

## 本社
本社は米国ワシントン州シアトルのダウンタウンにある。

## 製品

### SAFR®（セイファー）
AIを利用した顔認証ソフトウェア。
2024年3月6日　河村電器産業株式会社（本社：愛知県瀬戸市、取締役社長 水野一隆、以下 河村電器産業）が新設した郡山工場の従業員の入退室ゲートに「SAFR SCAN®」が採用
https://prtimes.jp/main/html/rd/p/000000051.000046740.html
2023年２月20日　電子錠開閉システムと連携可能な顔認証アクセス制御端末「SAFR SCAN」（セイファースキャン）日本発売開始
https://prtimes.jp/main/html/rd/p/000000041.000046740.html
2021年10月18日　日本経済新聞にマイナンバーカードリーダー採用記事　
https://www.nikkei.com/article/DGXZQOUC184JS0Y1A011C2000000/
2021年11月4日　国土交通省が推奨する建設キャリアアップシステムに連携したシステムを㈱キッヅウェイがリース開始。
https://www.kids-way.ne.jp/iot/face.html?gclid=EAIaIQobChMI0amF586S9gIVmE5gCh2fBgwREAAYAiAAEgJ2xfD_BwE

### KONTXT
スパム対策やグレイルート対策が搭載されているモバイルネットワークにおけるテキストメッセージの送受信管理ツール。

### RealMedia HD

#### RealPlayer
1995年リリース。音楽を再生できるメディアプレーヤーとしてスタートし、「動画の再生」「動画ダウンロード」「変換」「編集」「クラウド連携」などの各機能を追加してきた。最新バージョンには、写真と動画からショートムービーを作成できる RealTimes の機能も搭載している。

#### RealTimes
写真と動画からショートムービーを自動作成・編集・アレンジできるアプリ。作成したショートムービーあるいは撮影した写真や動画をオンラインに保管しておき、スマホ・タブレット・パソコン・テレビなどの各デバイスから再生・共有することができる。各デバイス向けのアプリあるいはWebブラウザから利用可能。

### 携帯電話事業者向けソリューション
- RingbackTones(英語)
- Mobile Messaging Services（英語）